# Pseudovermidae
Pseudovermidae zijn een familie van weekdieren uit de klasse van de Gastropoda (slakken).

## Taxonomie
Het volgende geslacht is bij de familie ingedeeld:
- Pseudovermis Perejaslavtzeva, 1891[1]